# Aleksander Jaanus
Aleksander Jaanus (ur. w grudniu 1904 w Rakvere, zm. w listopadzie 1960 w Tallinnie) – działacz partyjny i państwowy Estońskiej SRR.

## Życiorys
Od kwietnia 1919 do kwietnia 1924 służył w Armii Czerwonej, 1924-1929 pracował w fabryce "Bolszewik" w Kijowie, jednocześnie 1927-1929 był słuchaczem wieczorowego fakultetu robotniczego w Kijowie, a 1929-1931 zastępcą przewodniczącego rejonowej komisji kontrolnej w Kraju Północno-Kaukaskim. Od 1926 należał do WKP(b), 1935-1937 był zastępcą dyrektora stanicy maszynowo-traktorowej ds. politycznych w Czeczeńsko-Inguskiej ASRR, 1937-1940 kierownikiem działu propagandy partyjnej redakcji gazety "Groznienskij Raboczyj", od maja do sierpnia 1940 pozostawał w rezerwie Zarządu Politycznego Leningradzkiego Okręgu Wojskowego. Po aneksji Estonii przez ZSRR został szefem Wydziału Politycznego 180 Dywizji Piechoty, od sierpnia 1941 do czerwca 1942 był zastępcą szefa Wydziału Politycznego 202 Dywizji, a od czerwca 1942 do marca 1943 był szefem Wydziału Politycznego 126 Samodzielnej Brygady Piechoty, od marca do czerwca 1943 był w rezerwie Zarządu Politycznego Armii Czerwonej, potem został inspektorem Wydziału Politycznego 8 Estońskiego Korpusu Piechoty, od lutego 1944 do stycznia 1945 był zastępcą dowódcy pułku artylerii ds. politycznych, a od stycznia 1945 do stycznia 1946 zastępcą dowódcy pułku ds. politycznych w stopniu majora. Od stycznia 1946 do kwietnia 1950 był I sekretarzem Komitetu Powiatowego Komunistycznej Partii (bolszewików) Estonii w Viljandi, od 26 marca 1950 do 11 kwietnia 1951 sekretarzem KC KP(b)E i jednocześnie od 26 marca 1950 do 11 lutego 1954 członkiem Biura KC KP(b)E/KPE. Od kwietnia 1951 do czerwca 1953 był szefem sektora politycznego Ministerstwa Gospodarki Rolnej Estońskiej SRR, od czerwca 1953 do lutego 1954 szefem Wydziału Politycznego Zarządu Milicji Ministerstwa Spraw Wewnętrznych Estońskiej SRR, od lutego 1954 do lipca 1956 zastępcą ministra handlu Estońskiej SRR ds. kadr, a od 1956 do śmierci dyrektorem trustu w Tallinie.